# Копани (Днепропетровская область)
Копани (укр. Копані) — село,
Зеленогайский сельский совет,
Васильковский район,
Днепропетровская область,
Украина.
Код КОАТУУ — 1220785503. Население по переписи 2001 года составляло 256 человек.

## Географическое положение
Село Копани находится в 2,5 км от правого берега реки Чаплина,
в 2 км от села Зелёная Роща и в 2,5 км от села Зелёный Гай.
По селу протекает пересыхающий ручей с запрудой.
Через село проходит автомобильная дорога Т-0427.